# Borna Sosa
Borna Sosa (phát âm tiếng Serbia-Croatia: [bôːrna sǒːsa], sinh ngày 21 tháng 1 năm 1998) là một cầu thủ bóng đá chuyên nghiệp người Croatia thi đấu ở vị trí hậu vệ cánh trái cho câu lạc bộ Crystal Palace và Đội tuyển bóng đá quốc gia Croatia.

## Sự nghiệp câu lạc bộ

### VfB Stuttgart

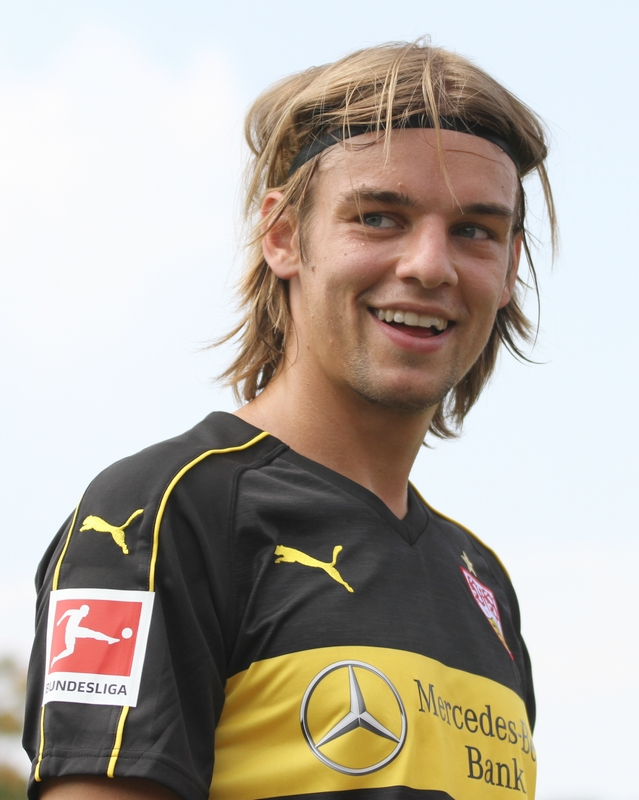
Sosa trong màu áo VfB Stuttgart năm 2018

Ngày 14 tháng 5 năm 2018, Sosa chuyển đến đội bóng Đức VfB Stuttgart theo bản hợp đồng có thời hạn 5 năm với phí chuyển nhượng khoảng 8 triệu €. Ngày 26 tháng 8 năm 2018, anh có trận đấu ra mắt Stuttgart khi vào sân thay cho Emiliano Insúa ở phút 84 trận thua Mainz 1-0.
Từ mùa bóng 2020-21 đến 2022-23, Sosa có tổng cộng 24 đường chuyền thành bàn tại Bundesliga, on số cao nhất trong số các hậu vệ tại giải đấu trong cùng thời kỳ.

### Ajax
Ngày 1 tháng 9 năm 2023, Sosa chuyển đến Hà Lan thi đấu cho Ajax theo bản hợp đồng có thời hạn 5 năm và phí chuyển nhượng khoảng 8 triệu Euro. Anh ra sân tổng cộng 25 trận trong mùa giải đầu tiên tại Hà Lan.
Ngày 17 tháng 8 năm 2024, chỉ một năm sau khi gia nhập Ajax, Sosa được đội bóng này đem cho mượn tại Torino thi đấu tại Serie A trong một mùa bóng với lựa chọn có thể mua đứt. Anh ra sân 20 lần cho Torino nhưng không có bàn thắng hay kiến tạo nào nên đội bóng Ý đã quyết định không mua đứt anh sau khi mùa giải kết thúc.

### Crystal Palace
Ngày 11 tháng 7 năm 2025, Crystal Palace thông báo đã chiêu mộ được Sosa theo bản hợp đồng có thời hạn 3 năm.

## Sự nghiệp đội tuyển quốc gia
Sosa được Liên đoàn bóng đá Đức chủ động liên hệ để thuyết phục anh khoác áo đội tuyển Đức do anh có mẹ là người Đức. Sosa cũng đã chia sẻ tham vọng tham dự Euro 2020 cùng đội tuyển Đức trên truyền thông nhưng sau cùng anh không thể thi đấu cho đội tuyển Đức vì theo quy định của FIFA, một cầu thủ sẽ không được đổi màu áo đội tuyển nếu anh ta đã phục vụ một đội tuyển khác (kể cả cấp độ trẻ) sau 21 tuổi, trong khi, Sosa lúc 22 tuổi vẫn còn khoác áo U-21 Croatia. Sau đó Sosa nói lời xin lỗi với Liên đoàn bóng đá Croatia nhưng vẫn bị gạt ra khỏi danh sách đội tuyển Croatia tham dự Euro 2020.
Ngày 1 tháng 9 năm 2021, anh có trận đấu đầu tiên cho đội tuyển Croatia trong trận hòa không bàn thắng với đội tuyển Nga. Ngày 14 tháng 11 năm 2021, trong trận đấu quyết định giành tấm vé dự World Cup 2022 với Nga, từ quả tạt bên cánh trái của Sosa ở phút 81, hậu vệ của Nga Fyodor Kudryashov vô tình để bóng đập chân văng vào lưới, giúp Croatia ghi bàn duy nhất của trận đấu. Ngày 9 tháng 11 năm 2022, Sosa có tên trong danh sách 26 cầu thủ Croatia tham dự World Cup 2022 do huấn luyện viên Zlatko Dalić lựa chọn. Tại giải đấu này, anh có mặt trong đội hình xuất phát tổng cộng 5 lần trong hành trình đi đến vị trí thứ ba tại giải đấu của đội tuyển Croatia.
Tháng 5 năm 2024, anh lại được huấn luyện viên Dalić điền tên vào danh sách tham dự Euro 2024. Tuy nhiên Croatia đã bị loại chỉ sau vòng bảng và cá nhân Sosa chỉ được vào sân từ ghế dự bị trong trận đấu với Albania.

## Thống kê sự nghiệp

### Câu lạc bộ
Tính đến ngày 8 tháng 11 năm 2022
| Club             | Season       | League        | League | League | Cup  | Cup   | Continental | Continental | Total | Total |
| Club             | Season       | Division      | Apps   | Goals  | Apps | Goals | Apps        | Goals       | Apps  | Goals |
| ---------------- | ------------ | ------------- | ------ | ------ | ---- | ----- | ----------- | ----------- | ----- | ----- |
| Dinamo Zagreb    | 2014–15      | Prva HNL      | 1      | 0      | 0    | 0     | 0           | 0           | 1     | 0     |
| Dinamo Zagreb    | 2015–16      | Prva HNL      | 2      | 0      | 1    | 0     | 0           | 0           | 3     | 0     |
| Dinamo Zagreb    | 2016–17      | Prva HNL      | 8      | 0      | 3    | 0     | 3           | 0           | 14    | 0     |
| Dinamo Zagreb    | 2017–18      | Prva HNL      | 21     | 0      | 2    | 0     | 0           | 0           | 23    | 0     |
| Dinamo Zagreb    | Total        | Total         | 32     | 0      | 6    | 0     | 3           | 0           | 41    | 0     |
| Dinamo Zagreb II | 2015–16      | Druga HNL     | 6      | 0      | —    | —     | —           | —           | 6     | 0     |
| Dinamo Zagreb II | 2016–17      | Druga HNL     | 5      | 0      | —    | —     | —           | —           | 5     | 0     |
| Dinamo Zagreb II | Total        | Total         | 11     | 0      | —    | —     | —           | —           | 11    | 0     |
| VfB Stuttgart    | 2018–19      | Bundesliga    | 12     | 0      | 0    | 0     | —           | —           | 12    | 0     |
| VfB Stuttgart    | 2019–20      | 2. Bundesliga | 12     | 1      | 1    | 0     | —           | —           | 13    | 1     |
| VfB Stuttgart    | 2020–21      | Bundesliga    | 26     | 0      | 2    | 0     | —           | —           | 28    | 0     |
| VfB Stuttgart    | 2021–22      | Bundesliga    | 28     | 1      | 2    | 1     | —           | —           | 30    | 2     |
| VfB Stuttgart    | 2022–23      | Bundesliga    | 12     | 0      | 1    | 0     | —           | —           | 13    | 0     |
| VfB Stuttgart    | Total        | Total         | 90     | 2      | 6    | 1     | —           | —           | 96    | 3     |
| Career total     | Career total | Career total  | 133    | 2      | 12   | 1     | 3           | 0           | 148   | 3     |

1. ↑  Appearances in UEFA Champions League

### Quốc tế
Tính đến ngày 26 tháng 3 năm 2024
| Đội tuyển quốc gia | Năm  | Trận | Bàn |
| ------------------ | ---- | ---- | --- |
| Croatia            | 2021 | 5    | 0   |
| Croatia            | 2022 | 8    | 1   |
| Croatia            | 2023 | 5    | 0   |
| Croatia            | 2024 | 1    | 0   |
| Tổng               | Tổng | 19   | 1   |

Bàn thắng và kết quả của Croatia được để trước.
| # | Ngày                | Địa điểm                               | Số trận | Đối thủ  | Bàn thắng | Kết quả | Giải đấu                    |
| - | ------------------- | -------------------------------------- | ------- | -------- | --------- | ------- | --------------------------- |
| 1 | 22 tháng 9 năm 2022 | Sân vận động Maksimir, Zagreb, Croatia | 7       | Đan Mạch | 1–0       | 2–1     | UEFA Nations League 2022–23 |